# Howard Florey

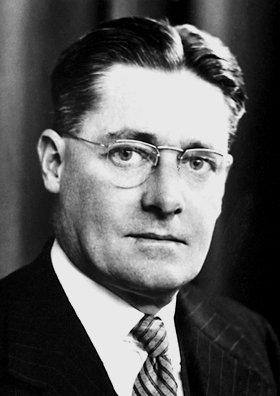
Howard Florey

Howard Walter Florey, Baron Florey (* 24. September 1898 in Adelaide, Australien; † 21. Februar 1968 in Oxford, England) war ein australischer Pathologe.
Für die Entdeckung des Antibiotikums Penicillin und seiner Heilwirkung bei verschiedenen Infektionskrankheiten erhielten er, Alexander Fleming und Ernst Boris Chain 1945 gemeinsam den Nobelpreis für Medizin.
Florey besuchte das St. Peter’s College in Adelaide, wo er sich sowohl im Sport als auch in den anderen schulischen Leistungen auszeichnete, und studierte 1917 bis 1921 Medizin an der University of Adelaide. Er setzte sein Studium 1921 als Rhodes-Stipendiat am Magdalen College der Universität Oxford fort, wo er seinen Bachelor- und Master-Abschluss machte. Ab 1926 war er am Gonville and Gaius College der Universität Cambridge, dessen Fellow er war und wo er 1927 promoviert wurde. Als Post-Doktorand war er in den USA und in Cambridge. 1931 wurde er Professor für Pathologie an der University of Sheffield und ab 1935 Professor in Oxford, wo er gleichzeitig Fellow des Lincoln College wurde.
1938 begann er nach Lesen des Aufsatzes von Alexander Fleming über die antibakteriellen Wirkungen des Penicillin-Pilzes mit Ernst Boris Chain und Norman Heatley an der Entwicklung der Massenproduktion von Penicillin zu arbeiten, die rechtzeitig für die Behandlung während des Zweiten Weltkriegs fertig wurde. Grundlage für die 1941 beginnende Großproduktion war die 1938 durch Florey und Chain erfolgte Herstellung von Penicillin. In einem Interview 1967 äußerte Florey allerdings, dass er ursprünglich aus rein wissenschaftlichem Interesse am Penicillin forschte und die medizinische Anwendung nur ein Seitenaspekt war.
Ihren ersten Patienten, Albert Alexander, behandelten sie 1941. Er hatte eine schwere Wundinfektion vom Stich eines Rosendorns und erholte sich auch nach Penicillin-Gabe, der Vorrat reichte aber nicht und er starb am Ende.
Florey blieb den Rest seiner Karriere in Oxford, wo er 1962 Provost des Queen’s College wurde.
1941 wurde er als Mitglied („Fellow“) in die Royal Society gewählt, die ihm 1951 die Royal Medal, 1957 die Copleymedaille verlieh. 1960 war er (als erster Australier) Präsident der Royal Society. 1945 erhielt er die Lister-Medaille. 1963 wurde er in die National Academy of Sciences und die American Philosophical Society, 1964 in die American Academy of Arts and Sciences gewählt. 1964 bis 1966 war er Kanzler der Australian National University, blieb aber in England.
1944 wurde er zum Ritter geschlagen und 1965 als Baron Florey, of Adelaide im Commonwealth of Australia und of Marston im County of Oxfordshire, zu einem Life Peer ernannt. Im selben Jahr wurde er außerdem in den prestigereichen Order of Merit aufgenommen.
Er war ab 1926 mit der Ärztin Ethel Reed, die mit ihm studiert hatte, verheiratet und hatte zwei Kinder. Kurz nach dem Tod seiner Frau 1967 heiratete er erneut. Seine Ehe mit seiner langjährigen Kollegin Dr. Margaret Jennings war aber nur kurz, da er bald darauf starb.
Am 4. Mai 1999 wurde von der IAU der Asteroid (8430) Florey nach ihm benannt, ebenso am 22. Januar 2009 der Mondkrater Florey.

## Schriften
- Penicillin as a chemotherapeutic agent. In: Lancet. Band 2, 1940, S. 226–228.
- Further observations on penicillin. In: Lancet. Band 2, 1941, S. 177–189.